# منوچهر بهزادی
منوچهر بهزادی (۱۵ آذر ۱۳۰۶ در تهران – شهریور ۱۳۶۷ در تهران) فعال سیاسی چپ‌گرای ایرانی و از اعضای کمیته مرکزی حزب توده ایران بود.

## زندگی
بهزادی در زمان شاه با ممنوعیت فعالیت حزب توده از ایران خارج شد و خودش را به جمهوری دموکراتیک آلمان رساند. در آنجا با همسر آلمانی اش بریگیتِ اشتارک  آشنا شد. حاصل ازدواج آن ها دو دختر به نام های لاله و آزیتاست. منوچهر بهزادی تحصیلاتش را تا دریافت  مدرک دکتری در رشته اقتصاد در دانشگاه برلین ادامه داد.
در سال ۱۳۵۷ بعد از سقوط شاه به همراه خانواده اش راهی ایران شد. ولی با وخیم تر شدن اوضاع سیاسی همسر و دو دخترش تصمیم به بازگشت به آلمان گرفتند؛ ولی او تصمیم به ماندن در ایران برای ادامه ی فعالیت های سیاسی اش گرفت.

## تحصیلات و زمینه فعالیت
وی تا بهمن ۱۳۲۶‏عضو یکی از حوزه‌های حزب توده ایران بود، در سال ۱۳۲۷ دبیر حوزه خویش و در عین حال عضو شعبه تعلیمات و تبلیغات ایالتی تهران و عضو کمیته محلی منطقه سه تهران شد. وی بعدها به عضویت شعبه تعلیمات کل و شعبه مطبوعات کل ارتقاء یافت و از همین زمان نگارش مقالات سیاسی و اجتماعی را در مجله «رزم» و روزنامه «مردم» آغاز کرد. برخی از مسئولیت‌های بعدی او تا سال ۱۳۳۲ ‏از این قرارند: عضو کمیته حزبی دانشگاه، عضو شعبه تشکیلات کل، مسئول پخش دانشگاه، نماینده تشکیلات کل در فارس، عضو کمیته محلی آبادان و عضو کمیته ایالتی خوزستان. از مهر ماه ۱۳۳۲ ‏به عنوان مسئول دبیرخانه کمیته ایالتی تهران و مسئول پخش شهر تهران برگزیده شد. در سال ۱۳۳۴ ‏به دستور حزب از کشور خارج شد و از مهرماه ۱۳۳۶ ‏به جمع کارکنان رادیوی نو بنیاد «پیک ایران» پیوست. اندکی دیرتر، به گونه‌ای هم‌زمان، عضو هیئت تحریریه «صبح امید» (ارگان موقت مرکزی حزب)، «مردم» و دنیا شد و در کنار این به عنوان یکی از اعضای دایره اروپای غربی و عضو شعبه بین‌المللی به فعالیت پرداخت.
بهزادی، در پلنوم پانزدهم به عضویت کمیته مرکزی و در پلنوم شانزدهم به عضویت هیئت سیاسی و هیئت دبیران کمیته مرکزی حزب برگزیده شد. در این سال‌ها بود که او با هدایت هسته‌های حزبی درکشورهای اروپای غربی و آمریکا، نقش ارزنده‌ای در سازماندهی مبارزات ضد رژیم پهلوی در اروپا ایفا کرد. تمام نشریاتی که حزب توده در اروپای غربی و آمریکا منتشر می‌کرد، زیر نظر او بود.

## دستگیری و اعدام
بهزادی در سال ۱۳۶۲ در تهران دستگیر و در زندان اوین زندانی شد. به گفته یکی از همبندان او در زندان، ۱۶ روز متوالی مانع خوابیدن او شدند و بر اثر آن برای مدتی دچار اختلالات روانی شد. او مدت پنج سال تا زمان اعدامش در زندان بود. بهزادی در شهریور سال ۱۳۶۷ در زندان اوین به اتهام ارتداد، پندار یا گفتار ضد انقلابی اعدام شد.